# Berta di Bretagna
Berta di Bretagna, in francese Berthe de Bretagne (... – prima del 1167), è stata una nobile francese bretone, che fu contessa consorte di Richmond, dal 1136, al 1146 e duchessa reggente di Bretagna, dal 1148 al 1156.

## Origine
Berta, secondo il Ex Chronico Britannico Altero, era figlia del duca di Bretagna, conte di Rennes e conte di Nantes, Conan III e della moglie (come conferma il monaco e cronista inglese, Orderico Vitale), Matilde FitzRoy ( † dopo il 1128), figlia illegittima del re d'Inghilterra e duca di Normandia, Enrico I Beauclerc, e di un'amante di cui non si conoscono né il nome né gli ascendenti.
Conan III di Bretagna, secondo il Ex Chronico Briocensi, e come conferma l'arcivescovo, Guglielmo, della città di Tiro, nell'odierno Libano, nel suo Historia rerum in partibus transmarinis gestarum, era il figlio primogenito del duca di Bretagna, conte di Cornovaglia, conte di Rennes e conte di Nantes, Alano IV Fergent e di Ermengarda d'Angiò, che, come conferma l'arcivescovo, Guglielmo di Tiro e anche secondo la Chronica Albrici Monachi Trium Fontium (non la nomina ma la cita come contessa di Rennes), era figlia del conte di Angiò e conte di Tours, Folco IV il Rissoso e, come ci conferma la Chronica de Gesta Consulum Andegavorum, Chroniques d'Anjou, dalla sua prima moglie Hildegarde di Beaugency ( † 1070), figlia del signore di Beaugency, Lancillotto II, uno dei più fedeli vassalli di suo zio, Goffredo II "Martello".

## Biografia
Berta, secondo le Genealogia Comitum Richemundiæ post conquestum Angliæ, verso il 1137, era stata data in moglie al primo conte di Richmond (sempre secondo le Genealogia Comitum Richemundiæ post conquestum Angliæ il re d'Inghilterra, Stefano di Blois aveva riconosciuto ad Alano III detto il Nero il titolo di conte), Alano III detto il Nero, che, sempre secondo la Genealogia Comitum Richemundiæ post conquestum Angliæ, era figlio del terzo conte di Penthièvre e terzo signore (lord) di Richmond, Stefano I senza citare la moglie di Stefano I: Havoise di Guingamp, di cui non conosciamo gli ascendenti. Havoise di Guingamp era la madre di Alano, come risulta sia dal documento n° 7 del The Honour of Richmond in cui la madre, Havoise (Haduissis comitisse) ed il figlio, controfirma una donazione del marito Stefano I che non può essere controfirmata da Alano, citato come figlio (Alanus vero qui in Anglia erat), che si trovava in Inghilterra, che dal documento n° 10 del The Honour of Richmond il conte Stefano, cita la moglie, Havoise ed i tre figli, tra cui Alano.
Comunque, dopo il matrimonio con Berta, in tutti i documenti di donazione, redatti da Alano, suo marito si definisce conte in Bretagna ed in Inghilterra (Alanus comes Brittanniae et Angliae) come si può vedere nei documenti compresi dal n° 17 al n° 27 del The Honour of Richmond.
Secondo il Domesday Descendants, durante la guerra per il trono d'Inghilterra, mentre suo marito, Alano, si era schierato a favore del re d'Inghilterra, Stefano di Blois, suo cognato (il fratello di Alano), Goffredo Boterel II, conte di Penthièvre, come confermano le Gesta Stephani, Regis Anglorum et Ducis Normannorum, si distinse come partigiano (Boterellus quidam comes Britanniæ) dell'imperatrice Matilde.
Mentre le Genealogia Comitum Richemundiæ post conquestum Angliæ riportano la morte di Alano, nel 1166, tutte le altre fonti riferiscono che Alano morì nel 1146: sia il Ex Chronico Britannico, che il Ex Chronico Ruyensis Cœnobii, riportano la morte di Alano, ricordandolo come conte di Richmond (Alanus Niger Comes Richmundiae, moritur); ed infine anche il Ex Chronico Kemperlegiensis, ricorda Alano, conte di Richmond, come marito di Berta, in quanto genero del duca di Bretagna, Conan III (Alanus Niger, comes Richmundiae, Conani Ducis gener).
Alla morte del marito, nel titolo di conte di Richmond gli succedette il figlio, Conan I, ancora minorenne e per un certo periodo di tempo la contea di Richmond rientrò nel possesso del re d'Inghilterra, Stefano di Blois.
Berta rientrò in Bretagna e, nel 1148, secondo il Ex Chronico Britannico Altero si sposò in seconde nozze con il conte di Porhoët, Oddone II.
In quello stesso anno (1148) suo padre, Conan III, secondo il Ex Chronico Ruyensis Cœnobii, morì il 17 settembre.
Siccome il matrimonio con Matilde FitzRoy aveva riservato della amarezze a suo padre, Conan III, secondo Orderico Vitale, aveva dovuto pubblicamente disconoscere il suo unico figlio maschio legittimo, Hoel; anche il Ex Chronico Britannico Altero, ricorda che Conan rinnegò il proprio figlio e che in seguito a ciò iniziò un periodo di contrasti tra Hoel ed il cognato, Oddone II e la sorella, Berta, che ressero il ducato, per conto del figlio di Berta e Alano di Richmond, Conan I, ancora minorenne.
Il figlio di Berta, Conan IV, era duca titolare, ma era escluso dal governo del ducato, infatti Oddone, come si può vedere dai documenti delle Mémoires pour servir de preuves à l´histoire ecclésiastique et civile de Bretagne, Tome I, si firmava Oddone duca di Bretagna (Eudo Dei gratia Dux Britanniae).
Nel 1156 Conan IV riuscì a sconfiggere il patrigno e ad entrare in possesso del ducato di Bretagna, infatti, da quell'anno, non Oddone, ma Conan figura come duca di Bretagna.
Berta viene citata come moglie di Oddone in un documento del 1155; poi di lei non si trovano altre notizie, quindi non si conosce l'anno esatto della sua morte, avvenuta comunque prima del 1167, in quanto, in quell'anno, Oddone sposò, in seconde nozze, dopo essere rimasto vedovo, Giovanna (Eleonora) di Léon, figlia del visconte di Léon, Guiomaro.

## Figli
Berta ad Alano diede tre figli:
- Conan[25] (1138 - 1169 circa), conte di Richmond e duca di Bretagna,
- Costanza (secondo la Ex Chronico Gaufredi Vosiensis, sorella di Conan[26]) (1140 circa - 1184), sposò Alano III, Visconte di Rohan[26],
- Enoguen (come conferma Le grand dictionnaire historique (Paris), Tome I[24]) ( † 1187), suora e poi badessa a San Sulpicio di Rennes[24].

Anche ad Oddone Berta diede tre figli:
- Goffredo ( † dopo il 1155), morto prima del padre
- Adelaide ( † dopo il 1220), badessa dell'Abbazia di Fontevrault
- Alice, nota per il suo rapporto incestuoso col re d'Inghilterra Enrico II[27][28].

### Fonti primarie
- (LA)  Chronique de Robert de Torigny, Tome I.
- (LA)  Chroniques des Eglises d'Anjou.
- (LA)  Gesta Stephani, Regis Anglorum et Ducis Normannorum.
- (LA)  Ordericus Vitalis, Historia Ecclesiastica, vol. II.
- (LA)  Chronica de Gesta Consulum Andegavorum, Chroniques d'Anjou.
- (LA)  Monumenta Germaniae Historica, Scriptores, tomus XXIII.
- (LA)  Rerum Gallicarum et Francicarum Scriptores, tomus XII.
- (LA)  Historia Rerum in partibus transmarinis gestarum, liber XIV.
- (LA)  Mémoires pour servir de preuves à l´histoire ecclésiastique et civile de Bretagne, Tome I.
- (LA)  Early Yorkshire Charters, IV.

### Letteratura storiografica
- Louis Halphen, "La Francia dell'XI secolo", cap. XXIV, vol. II (L'espansione islamica e la nascita dell'Europa feudale) della Storia del Mondo Medievale, 1999, pp. 770–806.
- William John Corbett, "L'evoluzione del ducato di Normandia e la conquista normanna dell'Inghilterra", cap. I, vol. VI (Declino dell'impero e del papato e sviluppo degli stati nazionali) della Storia del Mondo Medievale, 1999, pp. 5–55.
- William John Corbett, "Inghilterra 1087 - 1154", cap. II, vol. VI (Declino dell'impero e del papato e sviluppo degli stati nazionali) della Storia del Mondo Medievale, 1999, pp. 56–98.